# Mike Henry (skådespelare)
Michael Dennis Henry, född 15 augusti 1936 i Los Angeles, Kalifornien, död 8 januari 2021 i Burbank i samma delstat, var en amerikansk skådespelare och footballspelare. Hans mest kända roller är som Tarzan i filmerna med samma namn och Junior i Nu blåser vi snuten.
1988 blev Henry diagnostiserad med Parkinsons och avslutade därefter sin skådespelarkarriär. Han dog sedan av komplikationerna av denna sjukdom samt även av kronisk traumatisk encefalopati den 8 januari 2021 på Providence Saint Joseph Medical Center i Burbank.